# Посторонний (фильм, 2025)
«Посторонний» (фр. L'Étranger, букв. «Незнакомец») — будущая французская драма режиссёра Франсуа Озона. Сюжет основан на одноимённом романе Альбера Камю 1942 года. Главные роли в фильме исполнили Бенжамен Вуазен, Ребекка Мардер, Пьер Лоттен, Сванн Арло и Дени Лаван.
Премьера фильма состоится на 82-м Венецианском кинофестивале, в рамках основной программы. Премьера запланирована на август-сентябрь 2025 года. Во Франции фильм выйдет в прокат 29 октября 2025 года, дистрибьютором выступает компания Gaumont.

## Сюжет
Сюжет фильма рассказывает историю равнодушного француза во Французской Алжире, который вскоре после похорон матери убивает неизвестного араба в Алжире. Судебное разбирательство раскрывает детали преступления и характера главного героя.

## В ролях
- Бенжамен Вуазен — Мерсо
- Ребекка Мардер
- Пьер Лоттен
- Сванн Арло
- Денни Лаван

## Производство
Фильм является экранизацией романа Камю, который считается одним из важнейших произведений экзистенциализма и входит в число наиболее читаемых французских романов, переведённых на 75 языков мира. Это уже вторая экранизация романа после версии Лукино Висконти 1967 года с Марчелло Мастроянни в главной роли.
Производство фильма началось в марте 2025 года, главную роль получил Бенжамен Вуазен. Фильм снимался совместно студиями FOZ (компания Озона), Gaumont, France 2 Cinéma, бельгийской Scope Pictures и марокканской Lions Production et Services. Основные съёмки проходили в Марокко с апреля 2025 года.
Продажу прав на международный кинопрокат взяла на себя компания Gaumont, планирующая распространение по всему миру. В мае 2025 года фильм был представлен на кинорынке Каннского фестиваля (Marché du Film). После участия в конкурсе Венецианского фестиваля премьера состоится во французском прокате осенью 2025 года.